# Помазков, Григорий Петрович
 Григорий Петрович Помазков  (5 декабря 1924 года в хуторе Мирошниковка Белокалитвинского района Ростовской области — 2012 год) — советский военный юрист, русский поэт. Участник Великой Отечественной войны. Член Союза писателей СССР, России с 1979 года.

## Биография
Григорий Петрович — сын сельского кузнеца. Юность прошла на хуторе Макеевом Тацинского района, куда в 1940 году переехали родители.
В первые месяцы Великой Отечественной войны Г. Помазков работал на строительстве оборонительных укреплений. В январе 1943 года был призван в действующую армию. Был пулемётчиком, командиром отделения, помощником командира взвода автоматчиков, командиром стрелкового взвода, командиром роты разведчиков. Участвовал в боях в составе 5-й танковой, 12-й и 18-й армий, форсировал Южный Буг. Войну окончил в Восточной Пруссии.
После Великой Отечественной войны — курсант Львовского военно-пехотного училища, которое окончил в 1947 году. Служил в Прикарпатском военном округе в должности командира взвода батальонных миномётов, вёл комсомольскую и партийную работу в полку. В 1950—1955 годах учился в военной академии. За годы военной службы Г. Помазков окончил Высшие прокурорские курсы (1970 г.) и самостоятельно освоил программу Литературного института им. А. М. Горького. В 1979 году Г. П. Помазков был принят в Союз писателей СССР, с 1991 г. состоял в Союзе писателей России.
До 1973 года служил в военной юстиции на различных должностях. Закончил службу на посту заместителя военного прокурора СКВО.
В 1980-х годах Г. П. Помазков работал в Бюро пропаганды художественной литературы Ростовской писательской организации.

## Творчество
С юных лет занимался поэтическим творчеством. Уволившись в запас, Григорий Петрович отдался литературному делу. Его стихи публикуют журналы «Дон», «Нева», «Москва», «Новый мир», газеты «Литературная газета», «Известия» и другие. Стихи о войне, о мирной жизни: строителей Атоммаша, хлеборобов Дона.
В 1977 году вышла в свет первая поэтическая книжка Г. Помазкова «Именем сердца» (Воениздат). В ней, наряду со стихами о войне, о современной армии, опубликована поэма «Макеев хутор».
Военная биография поэта отразилась и в его последующих книгах: «Корнева земля», «Расколосье», «Береговая речка». Центральное место в сборнике «Расколосье» занимает героическая новелла "На острие «Белых стрел» — о подвиге тацинских пионеров Гриши Волкова и Феди Игнатенко, посмертно награждены медалями «За отвагу».

## Награды
- Орден Отечественной войны II степени

- Двумя медалями «За боевые заслуги»

- Другими воинскими знаками отличия